# Finnische Leichtathletik-Meisterschaften 1913
Die Finnischen Leichtathletik-Meisterschaften 1913, auch Kaleva-Wettkampf 1913 genannt (finnisch Kalevan-ottelu 1913), fanden am 19. und 20. Juli auf dem Sportplatz Eläintarhan kenttä in Helsinki statt.
Die Meisterschaft im Zehnkampf wurde am 30. und 31. August 1913 in Pori ausgetragen. Die Meisterschaften der Sprungwettbewerbe aus dem Stand fanden am 16. März 1913 in Turku statt. Die 1. finnischen Meisterschaften im Querfeldeinlauf fanden am 25. Mai 1913 in Turku statt.
Die Frauen trugen am 14. und 15. Juni 1913 in Turku ihre erste Leichtathletik-Meisterschaft aus. Einzige Disziplin war der 100-Meter-Lauf. Parallel dazu fanden die Meisterschaften im Staffellauf teil.

## Leichtathletik-Meisterschaften
| Disziplin                   | Gold              | Gold        | Silber           | Silber      | Bronze          | Bronze      |
| --------------------------- | ----------------- | ----------- | ---------------- | ----------- | --------------- | ----------- |
| 100 m                       | Aarni Nyström     | 11,8 s      | Bertel Strömmer  | 11,9 s      | Toivo Latvio    | 11,9 s      |
| 200 m                       | Waldemar Wickholm | 24,0 s      | Erkki Kättö      | 24,1 s      | Väinö Teivaala  |             |
| 400 m                       | Waldemar Wickholm | 53,1 s      | August Karlsson  | 53,6 s      | Väinö Teivaala  | 53,6 s      |
| 800 m                       | Rolf Berner       | 2:03,4 min  | Erik Wasenius    | 2:04,0 min  | Olaf Fogelberg  |             |
| 1500 m                      | Kustaa Ottelin    | 4:13,8 min  | Fredrik Tuulos   | 4:20,1 min  | Valter Nyström  | 4:23,8 min  |
| 5000 m                      | Albin Stenroos    | 15:52,2 min | Tatu Kolehmainen | 16:01,8 min | Hjalmar Nyström | 16:06,2 min |
| 10.000 m                    | Albin Stenroos    | 33:15,8 min | Tatu Kolehmainen | 33:18,5 min | Hjalmar Nyström | 33:54,7 min |
| Stundenlauf                 | Hjalmar Nyström   | 16.862 m    | Y. Tuomi         | 16.113 m    | T. Kivinen      | 15.892 m    |
| 110 m Hürden                | Waldemar Wickholm | 16,7 s      | August Karlsson  | 17,1 s      | Kaarlo Kataja   |             |
| Hochsprung                  | Arvo Laine        | 1,77 m      | Arvo Järvinen    | 1,70 m      | V. Storgårds    | 1,66 m      |
| Stabhochsprung              | Urho Peltonen     | 3,25 m      | Yrjö Koivisto    | 3,20 m      | Urho Aaltonen   | 3,10 m      |
| Weitsprung                  | Emil Liljeberg    | 6,26 m      | Juho Halme       | 6,16 m      | Jukka Rangell   | 6,15 m      |
| Dreisprung                  | Jukka Rangell     | 13,66 m     | Emil Liljeberg   | 13,40 m     | Vilho Tuulos    | 13,39 m     |
| Kugelstoßen kombiniert (1)  | Elmer Niklander   | 27,75 m     | Juho Halme       | 22,07 m     | Lauri Kesäjärvi | 20,66 m     |
| Diskuswerfen kombiniert (1) | Elmer Niklander   | 90,13 m     | Urho Aaltonen    | 64,78 m     | Urho Peltonen   | 62,71 m     |
| Diskuswerfen antiker Stil   | Elmer Niklander   | 40,18 m     | Johan Pettersson | 27,70 m     | V. Storgårds    | 27,53 m     |
| Hammerwerfen                | Johan Pettersson  | 45,63 m     | Elmer Niklander  | 39,82 m     | Gösta Rosberg   | 33,82 m     |
| Speerwerfen kombiniert (1)  | Urho Peltonen     | 107,14 m    | Lauri Kesäjärvi  | 92,67 m     | Juho Halme      | 88,39 m     |
| Fünfkampf (2)               | Aarni Nyström     | 7           | Urho Aaltonen    | 9           | August Karlsson | 14          |
| Zehnkampf (3)               | John Svanström    | 776,41      | Lars Hornborg    | 748,15      | Einari Alho     | 747,09      |

### Mannschaftswertung um die Kaleva-Schale
|    | Mannschaft            | Punkte |
| -- | --------------------- | ------ |
| 1. | Helsingin Kisa-Veikot | 79     |
| 2. | Helsingfors IFK       | 42     |
| 3. | Hämeenlinnan Tarmo    | 28     |

## Standsprung-Meisterschaften
| Disziplin        | Gold           | Gold    | Silber         | Silber  | Bronze         | Bronze |
| ---------------- | -------------- | ------- | -------------- | ------- | -------------- | ------ |
| Hochsprung/Stand | Ilmari Borg    | 1,385 m | Viljam Immonen | 1,385 m | K. Hakala      | 1,36 m |
| Weitsprung/Stand | Viljam Immonen | 2,925 m | Uuno Oja       | 2,85 m  | Ranne Roni     | 2,84 m |
| Dreisprung/Stand | Ranne Roni     | 9,165 m | Uuno Oja       | 9,16 m  | Viljam Immonen | 8,96 m |

## Querfeldeinlauf-Meisterschaften
| Disziplin | Gold           | Silber              | Bronze          |
| --------- | -------------- | ------------------- | --------------- |
| Einzel    | Arvo Kokkonen  | L. Majanen          | E. Pitkänen     |
| Vereine   | Kuopion Riento | Turun Urheiluliitto | Porvoon Akilles |
| Bezirke   | Nordsavo       | Turku               | Tampere         |

## Meisterschaft der Frauen
| Disziplin | Gold          | Gold   | Silber       | Bronze          |
| --------- | ------------- | ------ | ------------ | --------------- |
| 100 m     | Lisie Nyström | 14,1 s | Siina Simola | Martha Lindvall |